# 1925-ös vívó-világbajnokság
Az 1925-ös vívó-világbajnokság – eredetileg Európa-bajnokságként – a negyedik világbajnokság volt a vívás történetében, és a belgiumi Oostendében rendezték meg. Egyetlen versenyszámban avattak világbajnokot, az előző világbajnoksághoz képest kimaradt a férfi egyéni párbajtőrvívás a programból.
A Nemzetközi Vívószövetség (FIE) 1937-ben ismerte el világbajnokságokként az Európában 1921-től 1936-ig évente megrendezett nemzetközi vívóbajnokságokat, így lett utólag ez a verseny a negyedik világbajnokság.

## Éremtáblázat
*   Magyarország
| Helyezés | Nemzet       | Arany | Ezüst | Bronz | Összesen |
| -------- | ------------ | ----- | ----- | ----- | -------- |
| 1.       | Magyarország | 1     | 1     | 1     | 3        |
| Összesen | Összesen     | 1     | 1     | 1     | 3        |

## Eredmények

### Férfi
| Versenyszám | Arany                      | Ezüst                        | Bronz                            |
| ----------- | -------------------------- | ---------------------------- | -------------------------------- |
| Kard egyéni | Garay János · Magyarország | Uhlyárik Jenő · Magyarország | Petschauer Attila · Magyarország |